# HLA-A68

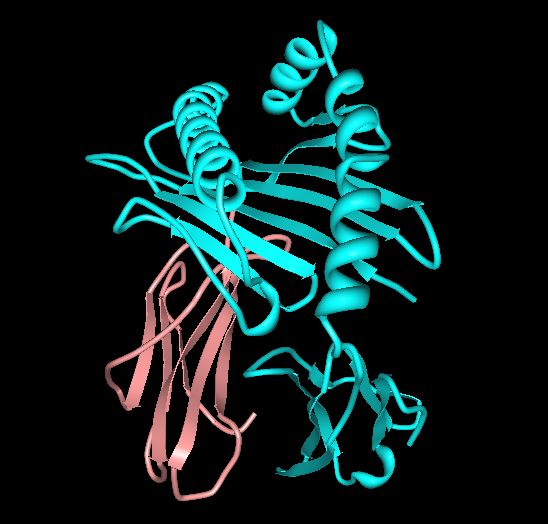

HLA-A68 هو نمط مصلي من مستضد الكريات البيضاء البشرية-أ.